# Bisbat de Hrodna
El bisbat de Hrodna (belarús: Гродзенская дыяцэзія, llatí: Dioecesis Grodnensis Latinorum) és una seu de l'Església Catòlica a Belarús, sufragània de l'arquebisbat de Minsk-Mahiliou. Al 2016 tenia 573.215 batejats sobre una població de 1.052.800 habitants. Des de 1991 el bisbe n'és Aleksander Kaszkiewicz.

## Territori
La diòcesi comprèn el voblasc' de Hrodna, a la part nord-occidental de Belarús. La ciutat de Hrodna, on es troba la catedral de Sant Francesc Xavier, n'és la seu episcopal.
El territori s'estén sobre 25.000 km². Està dividit en 195 parròquies, agrupades en setze vicariats: Astravyets, Ašmjany, Byerastavitsa, Hrodna ovest, Hrodna est, Dzyatlava, Iuye, Lida, Masty, Navahrudak, Radun', Sapotskin, Slonim, Smarhon', Shchuchyn i Vawkavysk.

## Història
La diòcesi va ser erigida el 13 d'abril de 1991, mitjançant la butlla Qui operam del papa Joan Pau II. Va incorporar territori de l'arquebisbat de Vílnius i en part del bisbat de Lomza.
El 25 de novembre de 1993, mitjançant la constitució apostòlica Probe novimus, Joan Pau II confirmà la Mare de Déu, venerada sota el títol de Mater Misericordiae, patrona principal de la diòcesi, i els sants Casimir de Cracòvia i Maksymilian Maria Kolbe com a patrons secundaris.
El ocasió del 25è aniversari de la fundació, la diòcesi allotjà el congrés eucarístic nacional de Belarús (maig de 2016), amb la presència de l'enviat especial del papa Francesc, el cardenal Zenon Grocholewski.

## Cronologia episcopal
- Aleksander Kaszkiewicz, des del 13 d'abril de 1991[2]

| any  | població | població  | població | sacerdots | sacerdots       | sacerdots       | sacerdots             | diaques | religiosos | religiosos | parròquies |
| ---- | -------- | --------- | -------- | --------- | --------------- | --------------- | --------------------- | ------- | ---------- | ---------- | ---------- |
| any  | batejats | total     | %        | total     | clergat secular | clergat regular | batejats por sacerdot | diaques | homes      | dones      |            |
| 1999 | 670.000  | 1.150.000 | 58,3     | 140       | 74              | 66              | 4.785                 |         | 72         | 185        | 163        |
| 2000 | 665.000  | 1.135.000 | 58,6     | 150       | 84              | 66              | 4.433                 |         | 73         | 180        | 165        |
| 2001 | 659.000  | 1.078.000 | 61,1     | 159       | 94              | 65              | 4.144                 |         | 71         | 160        | 165        |
| 2002 | 637.000  | 1.022.000 | 62,3     | 169       | 105             | 64              | 3.769                 |         | 69         | 175        | 169        |
| 2003 | 634.000  | 1.015.000 | 62,5     | 169       | 107             | 62              | 3.751                 |         | 67         | 177        | 169        |
| 2004 | 630.000  | 1.010.000 | 62,4     | 182       | 120             | 62              | 3.461                 |         | 68         | 173        | 170        |
| 2006 | 600.000  | 980.000   | 61,2     | 185       | 135             | 50              | 3.243                 |         | 53         | 185        | 170        |
| 2013 | 582.540  | 1.058.346 | 55,0     | 202       | 148             | 54              | 2.883                 |         | 55         | 143        | 194        |
| 2016 | 573.215  | 1.052.800 | 54,4     | 211       | 160             | 51              | 2.716                 |         | 51         | 120        | 195        |